# Episodi di Shin Chan (2003)
Questi sono gli episodi della serie anime Shin Chan mandati originariamente in onda nel 2003. Tutti questi episodi non sono arrivati in Italia.
Ogni episodio è diviso in mini-episodi della durata di circa 10 minuti l'uno.

## Episodi
| Nº          | Titolo giapponese 「Kanji」 - Rōmaji | In onda           | In onda |
| Nº          | Titolo giapponese 「Kanji」 - Rōmaji | Giapponese        |         |
| 458         | 「これが！青春らしいゾ 第一話」 - Korega! Seishun rashii zo daiichiwa 「母ちゃんと車で買い物だゾ」 - Kaachan to kuruma de kaimono da zo 「スポーツカーが欲しいゾ」 - Supotsuka ga hoshii zo | 11 gennaio 2003   |         |
| 459         | 「これが！青春らしいゾ 第ニ話」 - Korega! Seishun rashii zo dai ni hanashi 「シロをレンタルするゾ」 - Shiro wo rentaru suru zo 「おケイおばさんの家出だゾ」 - O kei obasanno iede da zo | 18 gennaio 2003   |         |
| 460         | 「お手伝いでお腹がいっぱいだゾ」 - O tetsudai deo hara gaippaida zo 「バードウォッチングで迷子だゾ」 - Badōocchingu de maigo da zo 「これが！青春らしいゾ 第三話」 - Korega! Seishun rashii zo daisanwa | 25 gennaio 2003   |         |
| 461         | 「灯油を買いに行くゾ」 - Tōyu wo kai ni iku zo 「マサオ君とそり遊びだゾ」 - Masao kun tosori asobi da zo 「これが！青春らしいゾ 第四話」 - Korega! Seishun rashii zo daiyon hanashi | 1º febbraio 2003  |         |
| 462         | 「シャックリが止まらないゾ」 - Shakkuri ga toma ranai zo 「おねだりはうまくいかないゾ」 - Onedarihaumakuikanai zo 「金魚を飼うゾ」 - Kingyo wo kau zo | 8 febbraio 2003   |         |
| 463         | 「幻のヨーグルトだゾ」 - Maboroshi no yoguruto da zo 「応募券を交換するゾ」 - ōboken wo kōkan suru zo 「お上品に読書をするゾ」 - O jōhin ni dokusho wosuru zo | 15 febbraio 2003  |         |
| Speciale 36 | 「だし取りしんちゃん１」 - Dashi tori shinchan 1 「だし取りしんちゃん２」 - Dashi tori shinchan 2 「ポケットティッシュをもらうゾ」 - Pokettoteisshu womorau zo | 22 febbraio 2003  |         |
| 464         | 「風間君は出世するゾ」 - Kazama kun ha shusse suru zo 「今日は家庭訪問だゾ」 - Konnichiha kateihōmon da zo 「オラの隠れ家だゾ」 - Ora no kakure ie da zo | 8 marzo 2003      |         |
| Speciale 37 | 「流れ板しんのすけだゾ１」 - Nagare ita shinnosukeda zo 1 「流れ板しんのすけだゾ２」 - Nagare ita shinnosukeda zo 2 「焼きそばを作るゾ」 - Yakisoba wo tsukuru zo | 12 aprile 2003    |         |
| 465         | 「綱引き大会だゾ」 - Tsuna biki taikai da zo 「のんびりお買い物だゾ」 - Nonbirio kaimono da zo 「バイキンをシャットアウトするゾ」 - Baikin wo shattoauto suru zo | 19 aprile 2003    |         |
| 466         | 「園長先生の理想の顔だゾ」 - Enchō sensei no risō no kao da zo 「ゲージツを残すゾ」 - Gejitsu wo nokosu zo 「オラは剣の達人だゾ」 - Ora wa ken no tatsujin da zo | 26 aprile 2003    |         |
| 467         | 「ボーイズ・ビー・アンビシャスだゾ」 - Boizu. Bi. Anbishasu da zo 「子連れまつざか先生だゾ」 - Kodure matsuzaka sensei da zo 「タダで剣道を習うゾ」 - Tada de kendō wo narau zo | 3 maggio 2003     |         |
| 468         | 「マサオ君勇気だゾ」 - Masao kun yūki da zo 「父ちゃんのおつまみだゾ」 - Tōchan nootsumamida zo 「絶対バーゲンにいくゾ」 - Zettai bagen niiku zo | 10 maggio 2003    |         |
| 469         | 「ギリギリ主婦みさえだゾ」 - Girigiri shufu misaeda zo 「四郎 恋の大作戦だゾ」 - Shirō koi no daisakusen da zo 「剣の修行はきびしいゾ」 - Tsurugi no shugyō hakibishii zo | 17 maggio 2003    |         |
| 470         | 「ふしぎなメガネ」 - Fushigina megane 「初めての剣道だゾ」 - Hajimete no kendō da zo 「ギリギリ社員ひろしだゾ」 - Girigiri shain hiroshida zo | 24 maggio 2003    |         |
| 471         | 「かすかべ岳にモーレツアタックだゾ」 - Kasukabe gaku ni moretsuatakku da zo | 31 maggio 2003    |         |
| 472         | 「武蔵野剣太 母ちゃんの剣道入門」 - Musashino tsurugi ta kaachan no kendō nyūmon 「たまごをお守りするゾ」 - Tamagowoo mamori suru zo 「殴られウサギの逆襲だゾ」 - Nagura re usagi no gyakushū da zo | 7 giugno 2003     |         |
| 473         | 「ボーちゃんの宝の石だゾ」 - Bo channo takara no ishi da zo 「ファミレスでストレスだゾ」 - Famiresu de sutoresu da zo 「オラは絶対ビョーキだゾ」 - Ora ha zettai byoki da zo | 14 giugno 2003    |         |
| 474         | 「マサオくんとボーちゃんが絶交だゾ」 - Masao kunto bo changa zekkō da zo 「オラもベッドが欲しいゾ」 - Ora mo beddo ga hoshii zo 「母ちゃんのつもり貯金だゾ」 - Kaachan notsumori chokin da zo | 28 giugno 2003    |         |
| 475         | 「犬の惑星」 - Inu no wakusei 「続 犬の惑星」 - Zoku inu no wakusei 「散らかしちゃダメダメだゾ」 - Chira kashicha damedame da zo | 5 luglio 2003     |         |
| 476         | 「武蔵野剣太 ロベルトの剣道入門 1」 - Musashino tsurugi ta roberuto no kendō nyūmon 1 「武蔵野剣太 ロベルトの剣道入門 2」 - Musashino tsurugi ta roberuto no kendō nyūmon 2 | 12 luglio 2003    |         |
| 477         | 「なな子おねいさんと海水浴だゾ 1」 - Nana ko oneisanto kaisuiyoku da zo 1 「なな子おねいさんと海水浴だゾ 2」 - Nana ko oneisanto kaisuiyoku da zo 2 「なな子おねいさんと海水浴だゾ 3」 - Nana ko oneisanto kaisuiyoku da zo 3 | 19 luglio 2003    |         |
| 478         | 「田舎暮らしはサイコーだゾ」 - Inaka kurashi ha saiko da zo 「今夜はみんな眠れないゾ」 - Konya haminna nemure nai zo 「流れるランチだゾ」 - Nagare ru ranchi da zo | 26 luglio 2003    |         |
| 479         | 「ギリギリ主婦みさえ 子連れでプール」 - Girigiri shufu misae kodure de puru 「ドコもあじぃ～ゾ」 - Doko moajii ~ zo 「存在感があるようで無いゾ」 - Sonzaikan gaaruyōde nai zo | 2 agosto 2003     |         |
| 480         | 「熱帯夜はうるさいゾ」 - Nettaiya haurusai zo 「よしなが先生の夏休みだゾ」 - Yoshinaga sensei no natsuyasumi da zo 「武蔵野剣太 紅さそり隊の道場破り」 - Musashino tsurugi ta kurenai sasori tai no dōjōyaburi | 16 agosto 2003    |         |
| Speciale 38 | 「土曜スペシャル 野原ひろし探検隊－黄金の名刺伝説を追え！」 - Doyō supesharu nohara hiroshi tankentai - ōgon no meishi densetsu wo oe! 「土曜スペシャル 野原ひろし探検隊－黄金の名刺伝説を追え！」 - Doyō supesharu nohara hiroshi tankentai - ōgon no meishi densetsu wo oe! 「ギリギリ主婦みさえ 旅行に行きたぁ～い」 - Girigiri shufu misae ryokō ni iki taa ~ i | 23 agosto 2003    |         |
| 481         | 「ギリギリ主婦みさえ 温泉旅行でドキドキよ」 - Girigiri shufu misae onsenryokō de dokidoki yo 「武蔵野剣太 ＶＳカスカベ防衛隊」 - Musashino tsurugi ta vs kasukabe bōeitai 「カーナビで迷子だゾ」 - Kanabi de maigo da zo | 30 agosto 2003    |         |
| 482         | 「四郎さんＳＯＳだゾ」 - Shirō san sos da zo 「台風が来るゾ」 - Taifū ga kuru zo 「武蔵野剣太 竜子の一途な恋」 - Musashino tsurugi ta ryūko no ichizu na koi | 6 settembre 2003  |         |
| 483         | 「世界で一人のマサオくんだゾ」 - Sekai de hitori no masao kunda zo 「ギリギリ主婦みさえ 私のミスはあなたのミス」 - Girigiri shufu misae watashi no misu haanatano misu 「なな子おねいさんをエスコートするゾ」 - Nana ko oneisanwo esukoto suru zo | 13 settembre 2003 |         |
| Speciale 39 | 「エンピツしんちゃん 小学生でもしんのすけだゾ」 - Enpitsu shinchan shōgakusei demoshinnosukeda zo 「空き巣とタイケツだゾ」 - Aki su to taiketsu da zo 「空き巣とタイケツだゾ 2」 - Aki su to taiketsu da zo 2 「ボーちゃんの恋心だゾ」 - Bo channo koigokoro da zo 「土曜スペシャル 野原ひろし探検隊－秘境に秘書だけの村を見た！」 - Doyō supesharu nohara hiroshi tankentai - hikyō ni hisho dakeno mura wo mita! 「ギリギリ主婦みさえ 習い事が見つからない」 - Girigiri shufu misae naraigoto ga mitsu karanai | 27 settembre 2003 |         |
| 484         | 「あいちゃんと駆け落ちするゾ」 - Aichanto kakeochi suru zo 「シロのCMデビューだゾ」 - Shiro no cm debyu da zo 「武蔵野剣太 極端流が来た！」 - Musashino tsurugi ta kyokutan ryū ga kita! | 8 novembre 2003   |         |
| 485         | 「母ちゃんがシナリオ教室に行くゾ」 - Kaachan ga shinario kyōshitsu ni iku zo 「母ちゃんが書いたシナリオだゾ」 - Kaachan ga kai ta shinario da zo 「おトイレマンはカッコいいゾ」 - O toireman ha kakko ii zo | 15 novembre 2003  |         |
| 486         | 「なな子お姉さんの婚約者だゾ」 - Nana ko o neesan no konyakusha da zo 「母ちゃんがイケメン俳優にはまったゾ」 - Kaachan ga ikemen haiyū nihamatta zo 「武蔵野剣太 剣道大会の特訓だゾ」 - Musashino tsurugi ta kendō taikai no tokkun da zo | 22 novembre 2003  |         |
| 487         | 「ただいま工事中だゾ」 - Tadaima kōjichū da zo 「ボタンつけは得意だゾ」 - Botan tsukeha tokui da zo 「母ちゃんの英会話だゾ」 - Kaachan no eikaiwa da zo | 29 novembre 2003  |         |
| 488         | 「タンスの裏にはナニカがあるゾ」 - Tansu no ura niha nanika gaaru zo 「電車ごっこをするゾ」 - Densha gokkowosuru zo 「ネネちゃんのウサギがしゃべったゾ」 - Nene channo usagi gashabetta zo | 6 dicembre 2003   |         |
| Speciale 40 | 「えんぴつしんちゃん 算数をするゾ」 - Enpitsu Shin-chan sansū o suru zo 「さよならあいちゃんだゾ」 - Sayonara Ai-chan dazo 「貯金はつかれるゾ」 - Chokin wa tsukareru zo | 20 dicembre 2003  |         |